# Justina Bricka
Justina Bricka (* 14. Februar 1943) ist eine ehemalige US-amerikanische Tennisspielerin.

## Karriere
Bricka wurde 1961 für das US-Team im Wightman Cup nominiert. Ihre Einzelbegegnung gegen Angela Mortimer konnte sie gewinnen.
Mit Carol Hanks gewann Bricka 1960 das Doppelturnier in Cincinnati. Ihr bestes Jahr im Doppel war 1962. An der Seite von Margaret Smith konnte sie in diesem Jahr das Finale der Internationalen französischen Meisterschaften, die später in French Open umbenannt wurden, erreichen. Dort verloren sie gegen die Südafrikanerinnen Sandra Reynolds Price und Renée Schuurman. Im selben Jahr erreichte sie mit Smith das Halbfinale im Doppelwettbewerb der Wimbledon Championships, wo sie den Turniersiegerinnen Billie Jean Mofitt und Karen Susman unterlagen. Im Einzel konnte sie sich 1965 das bis ins Viertelfinale von Wimbledon spielen, wo sie gegen Margaret Smith, der späteren Turniergewinnerin, eine Niederlage kassierte.
In ihrer späten Karriere trat sie als Justina Horowitz an, nachdem sie den Tennisspieler Dick Horowitz geheiratet hatte.

## Finalteilnahmen bei Grand-Slam-Turnieren

### Doppel
| Nr. | Datum        | Turnier                                     | Belag | Partnerin      | Finalgegnerinnen                      | Ergebnis |
| --- | ------------ | ------------------------------------------- | ----- | -------------- | ------------------------------------- | -------- |
| 1.  | 2. Juni 1962 | Internationale französische Meisterschaften | Sand  | Margaret Smith | Sandra Reynolds Price Renée Schuurman | 4:6, 4:6 |